# Alto (Corgo)
Alto (llamada oficialmente Santalla do Alto) es una parroquia española del municipio de Corgo, en la provincia de Lugo, Galicia.

## Otras denominaciones
La parroquia también es conocida por el nombre de Santa Eulalia de Alto.

## Organización territorial
La parroquia está formada por siete entidades de población:
- Casanova (A Casanova)
- Eirexe (A Eirexe)
- Fonteboa
- Golás
- Santalla
- Vigo
- Vilar

## Demografía
| Gráfica de evolución demográfica de Alto entre 2000 y 2019 |
|                                                            |
| Datos según el nomenclátor publicado por el INE.           |